# Conor Garland
Conor Garland (né le 11 mars 1996 à Scituate, dans l'État du Massachusetts aux États-Unis) est un joueur professionnel américain de hockey sur glace. Il évolue au poste d'ailier droit.

## Biographie
En 2012-2013, Garland commence la saison avec les Lumberjacks de Muskegon dans la USHL, mais dispute le reste de la campagne avec les Wildcats de Moncton dans la LHJMQ, abandonnant ainsi son éligibilité pour la NCAA.
À la fin de la saison 2014-2015, il termine au premier rang des pointeurs de la LHJMQ et de la LCH avec un total de 129 points. Il est également nommé dans la première équipe d'étoiles de la LHJMQ en plus de remporter le trophée Michel-Brière. Éligible au repêchage d'entrée dans la LNH 2015, il est repêché au 5e tour, 123e au total, par les Coyotes de l'Arizona. À sa dernière saison avec les Wildcats, en 2015-2016, il continue sa domination dans la LHJMQ et signe un contrat d'entrée de 3 ans avec les Coyotes, le 24 décembre 2015. 
En 2016-2017, il commence sa carrière professionnelle avec le club-école des Coyotes, les Roadrunners de Tucson, dans la LAH. Il inscrit son premier but avec Tucson, le 2 décembre 2016, face aux Gulls de San Diego.
Garland entame la saison 2018-2019 avec les Roadrunners, mais est rappelé par les Coyotes au mois de décembre. Il dispute son premier match en carrière dans la LNH, le 8 décembre 2018, dans une défaite de 5-3 contre les Sharks de San José.

## Statistiques

### En club
| Saison     | Équipe                  | Ligue      |     | Saison régulière | Saison régulière | Saison régulière | Saison régulière | Saison régulière |   | Séries éliminatoires | Séries éliminatoires | Séries éliminatoires | Séries éliminatoires | Séries éliminatoires |
| Saison     | Équipe                  | Ligue      | PJ  | B                | A                | Pts              | Pun              | PJ               | B | A                    | Pts                  | Pun                  |                      |                      |
| 2012-2013  | Lumberjacks de Muskegon | USHL       | 6   | 1                | 2                | 3                | 2                | -                | - | -                    | -                    | -                    |                      |                      |
| 2012-2013  | Wildcats de Moncton     | LHJMQ      | 26  | 6                | 11               | 17               | 16               | 5                | 0 | 0                    | 0                    | 0                    |                      |                      |
| 2013-2014  | Wildcats de Moncton     | LHJMQ      | 51  | 24               | 30               | 54               | 39               | 6                | 2 | 3                    | 5                    | 2                    |                      |                      |
| 2014-2015  | Wildcats de Moncton     | LHJMQ      | 67  | 35               | 94               | 129              | 66               | 16               | 3 | 22                   | 25                   | 17                   |                      |                      |
| 2015-2016  | Wildcats de Moncton     | LHJMQ      | 62  | 39               | 89               | 128              | 97               | 17               | 5 | 10                   | 15                   | 18                   |                      |                      |
| 2016-2017  | Roadrunners de Tucson   | LAH        | 55  | 5                | 9                | 14               | 37               | -                | - | -                    | -                    | -                    |                      |                      |
| 2017-2018  | Roadrunners de Tucson   | LAH        | 55  | 8                | 19               | 27               | 40               | 9                | 1 | 4                    | 5                    | 6                    |                      |                      |
| 2018-2019  | Coyotes de l'Arizona    | LNH        | 47  | 13               | 5                | 18               | 12               | -                | - | -                    | -                    | -                    |                      |                      |
| 2018-2019  | Roadrunners de Tucson   | LAH        | 21  | 12               | 13               | 25               | 22               | -                | - | -                    | -                    | -                    |                      |                      |
| 2019-2020  | Coyotes de l'Arizona    | LNH        | 68  | 22               | 17               | 39               | 20               | 8                | 1 | 1                    | 2                    | 0                    |                      |                      |
| 2020-2021  | Coyotes de l'Arizona    | LNH        | 49  | 12               | 27               | 39               | 26               | -                | - | -                    | -                    | -                    |                      |                      |
| 2021-2022  | Canucks de Vancouver    | LNH        | 77  | 19               | 33               | 52               | 36               | -                | - | -                    | -                    | -                    |                      |                      |
| 2022-2023  | Canucks de Vancouver    | LNH        | 81  | 17               | 29               | 46               | 31               | -                | - | -                    | -                    | -                    |                      |                      |
| 2023-2024  | Canucks de Vancouver    | LNH        | 82  | 20               | 27               | 47               | 35               | 13               | 3 | 2                    | 5                    | 2                    |                      |                      |
| Totaux LNH | Totaux LNH              | Totaux LNH | 404 | 103              | 138              | 241              | 160              | 21               | 4 | 3                    | 7                    | 2                    |                      |                      |

### En équipe nationale
| Année | Compétition          |    | PJ | B | A  | Pts | Pun | +/-             |  | Résultat |
| 2021  | Championnat du monde | 10 | 6  | 7 | 13 | 6   | +6  | Troisième place |  |          |
| 2023  | Championnat du monde | 10 | 2  | 6 | 8  | 0   | +4  | Quatrième place |  |          |

## Trophées et honneurs personnels

### Ligue de hockey junior majeur du Québec (LHJMQ)
- 2014-2015
  - récipiendaire du trophée Jean-Béliveau
  - nommé dans la première équipe d'étoiles
  - récipiendaire du trophée Michel-Brière
  - Meilleur pointeur de la Ligue canadienne de hockey
- 2015-2016
  - récipiendaire du trophée Jean-Béliveau
  - nommé dans la première équipe d'étoiles